# Thapelo Morena
Thapelo Morena (Randfontein, 6 de agosto de 1993) es un futbolista sudafricano que juega en la demarcación de defensa para el Mamelodi Sundowns FC de la Liga Premier de Sudáfrica.

## Selección nacional
Tras jugar con la selección de fútbol sub-23 de Sudáfrica, finalmente hizo su debut con la selección absoluta el 25 de marzo de 2015 en un encuentro amistoso contra Suazilandia que finalizó con un resultado de 1-3 a favor del combinado sudafricano tras el gol de Felix Badenhorst para Suazilandia, y de Thulani Hlatshwayo, Thabo Mnyamane y Mandla Masango para Sudáfrica.

## Clubes
| Club                   | País      | Año       | Partidos | Goles |
| ---------------------- | --------- | --------- | -------- | ----- |
| Bloemfontein Celtic FC | Sudáfrica | 2013-2016 | 56       | 8     |
| Mamelodi Sundowns FC   | Sudáfrica | 2016-     | 312      | 26    |